# Moravany nad Váhom
Moravany nad Váhom este o comună slovacă, aflată în districtul Piešťany din regiunea Trnava. Localitatea se află la altitudinea de 175 m deasupra n.m., se întinde pe o suprafață de 10,78 km2 și în 2017 număra 2.420 de locuitori.

## Istoric
Localitatea Moravany nad Váhom este atestată documentar din 1348.

## Demografie
| An:                | 1994 | 2004    | 2014    | 2024   |
| ------------------ | ---- | ------- | ------- | ------ |
| Număr de persoane: | 1803 | 2041    | 2330    | 2505   |
| Diferență:         |      | +13,20% | +14,15% | +7,51% |

| An:                | 2023 | 2024   |
| ------------------ | ---- | ------ |
| Număr de persoane: | 2485 | 2505   |
| Diferență:         |      | +0,80% |